# Бельгия на летних Олимпийских играх 1992
Бельгия принимала участие в Летних Олимпийских играх 1992 года в Барселоне (Испания) в двадцатый раз за свою историю, и завоевала одну серебряную и  две бронзовые медали. Сборная страны состояла из 68 спортсменов (43 мужчины, 25 женщин).

## Медалисты
| Медаль  | Спортсмен       | Вид спорта           | Дисциплина              |
| ------- | --------------- | -------------------- | ----------------------- |
| Серебро | Аннелис Бредаль | Академическая гребля | Женщины, одиночки       |
| Бронза  | Седрик Мати     | Велоспорт            | Мужчины, гонка по очкам |
| Бронза  | Хейди Ракелс    | Дзюдо                | Женщины, до 66 кг       |

## Результаты соревнований

### Академическая гребля
В следующий раунд из каждого заезда проходили несколько лучших экипажей (в зависимости от дисциплины). В финал A выходили 6 сильнейших экипажей, остальные разыгрывали места в утешительных финалах B-D.
Мужчины
| Соревнование | Спортсмены               | Предварительный заезд | Предварительный заезд | Предварительный заезд | Отборочный заезд | Отборочный заезд | Отборочный заезд | Полуфинал | Полуфинал | Полуфинал | Финал   | Финал   | Итоговое место |
| Соревнование | Спортсмены               | Заезд                 | Время                 | Место                 | Заезд            | Время            | Место            | Заезд     | Время     | Место     | Время   | Место   | Итоговое место |
| ------------ | ------------------------ | --------------------- | --------------------- | --------------------- | ---------------- | ---------------- | ---------------- | --------- | --------- | --------- | ------- | ------- | -------------- |
| двойки       | Люк Гуари Яак ван Дриссе | 2                     | 6:38,49               | 1 Q                   | не участвовали   | не участвовали   | не участвовали   | 2         | 6:34,72   | 2 QA      | Финал A | Финал A | 5              |
| двойки       | Люк Гуари Яак ван Дриссе | 2                     | 6:38,49               | 1 Q                   | не участвовали   | не участвовали   | не участвовали   | 2         | 6:34,72   | 2 QA      | 6:38,20 | 5       | 5              |